# Mariinska palača
Mariinska palača (rusko Мариинский дворец, latinizirano: Mariinskij dvorec), imenovana tudi Marijina palača, je bila zadnja neoklasicistična carska rezidenca, zgrajena v Sankt Peterburgu. Zgrajena je bila med letoma 1839 in 1844, zasnoval jo je dvorni arhitekt Andrei Stackenschneider. 

## Lega
Palača stoji na južni strani Trga svetega Izaka, tik čez Modri most od  cerkve svetega Izaka. Lokacija je bila prej v lasti Zaharja Černeševa, ruskega plemiča in častnik v času Katarine Velike, kjer je stal njegov dom, ki ga je zasnoval Jean-Baptiste Vallin in je bil zgrajen med letoma 1762 in 1768. Černišev je občasno posodil svoj dom tujim dostojanstvenikom, ki so obiskali prestolnico, na primer Ludvik  Henrik, princ Condé.
Od leta 1825 do 1839 je bila Černeševa palača, kot je bila takrat znana, mesto Nikolajevske konjeniške šole, kjer se je dve leti učil Mihail Lermontov. Palača je bila porušena leta 1839, materiali pa so bili ponovno uporabljeni pri gradnji Mariinske palače.

## Zasnova in slog
Palačo si je zamislil Nikolaj I. kot darilo svoji najstarejši hčeri, veliki kneginji Mariji Nikolajevni, ob poroki z Maksimilijanom de Beauharnaisom, vnukom cesarice Joséphine.
Čeprav je rdečkasto rjava fasada izredno rustificirana in ima korintske stebre, razporejene v tradicionalnem neoklasicističnem načinu, so celotno zasnovo navdihnila francoska baročna sporočila 17. stoletja. Drugi eklektični vplivi so vidni v renesančnih podrobnostih zunanje ornamentike in notranje dekoracije, pri čemer je vsaka soba zasnovana v drugačnem zgodovinskem slogu. Palača je zdaj pobarvana belo.

## Državni svet
Mariinska palača se je leta 1884 vrnila v carsko lastništvo, kjer je ostala do leta 1917. V tem obdobju je v palači deloval Državni svet, Carski sekretariat in Odbor ministrov, ki je po letu 1905 postal Svet ministrov. Veliko dvorano za zasedanja državnega sveta je zasnoval Leon Benois.
15. aprila 1902 je član socialistične revolucionarne stranke Stepan Balmašov umoril notranjega ministra Dimitrija Šipjagina, medtem ko je bil minister na sestanku v palači.
Slikar Ilja Jefimovič Repin je leta 1904 upodobil Slovesno sejo državnega sveta 7. maja 1901. Slika je bila naročena kot spomin na stoletnico Državnega sveta. Platno meri 4 x 8,77 metra, na njem pa je 81 zgodovinskih oseb, vključno z Nikolajem II.. Repin je v svoj dnevnik zapisal, da je bila slika nekaj časa na ogled v Zimskem dvorcu pred namestitvijo v palači Mariinski.

## Vladna uporaba
Ruska začasna vlada je palačo v celoti zasegla marca 1917 in jo kmalu zatem predala začasnemu svetu. Po oktobrski revoluciji je palača gostila različna sovjetska ministrstva in akademije. Med vojno z Nemčijo je bila palača preurejena v bolnišnico in je bila podvržena intenzivnemu bombardiranju.
Po vojni je palača postala rezidenca Petrograjskega sovjeta. Med poskusom državnega udara 1991 je Odbor za nujne primere palačo uporabil kot bazo operacij. Po obodu palače so bile zgrajene barikade in težke utrdbe, ki so ostale nekaj časa po zatrtju državnega udara.
Palača je od leta 1994 prizorišče zakonodajne skupščine Sankt Peterburga.